# Il volpone
Il volpone è un film del 1988, diretto da Maurizio Ponzi.
Liberamente ispirato all'omonima commedia del teatro elisabettiano di Ben Jonson, ne traspone la trama nel XX secolo sulla Riviera ligure (in particolare Santa Margherita Ligure).
È l'ultimo film cinematografico di Enrico Maria Salerno, che morì sei anni dopo.

## Trama
(Citazione di Beaumarchais alla fine dei titoli di testa)
Il ricco armatore Ugo Maria Volpone vive in una splendida villa di Santa Margherita Ligure. Attorno all'uomo volteggiano tre avidi amici: Raffaele Voltore, anch'egli armatore, Ciro Corvino, marito del sindaco della cittadina, ed Ernesto Corbaccio, concessionario di automobili. Costoro, con le rispettive consorti, sono da sempre intenti a blandire l'anziano Volpone nella speranza di conseguirne l'ingente eredità. Ma Volpone sa il fatto suo e si diverte perfidamente a beffeggiarli e umiliarli. Il magnate si è inoltre dotato di una servitù che si presta a lavorare quasi gratis, dietro promessa di un cospicuo lascito.
Cerca però un cameriere, avendone già licenziati cinque in due settimane. Con l'arrivo dell'astuto Bartolomeo Mosca, inizia fra costui e l'armatore una stretta collaborazione a danno dei tre sedicenti amici, vessati fino all'esasperazione. Istigato da Mosca, Volpone pretende da loro, in cambio della tacita promessa di eredità e fingendosi in punto di morte, sacrifici sempre maggiori: la Luisa Sanfelice, ammiraglia della flotta di Voltore, che il suocero di questo gli aveva soffiato in un'asta anni prima; una Maserati storica, costata un miliardo e mezzo di lire; e, infine, una "notte d'amore" con il sindaco della cittadina Francesca Corvino, moglie di Ciro.
Nella loro astuzia, padrone e cameriere stringono un legame sempre più intenso, e l'ammirazione dell'armatore verso gli scherzi ideati del cameriere si trasforma in amicizia e fiducia. Anni prima Volpone aveva adibito un bunker segreto scavato sotto la villa che gli permette di ridere dell'avidità e dei sacrifici dei tre amici interessati finiti nei tranelli e di spiarli con una telecamera nascosta. Ma la burla finale, ovvero la lettura del testamento, che lascia la "proprietà indivisa" dell'armatore unicamente al fedele cameriere, con la disperazione degli esclusi, riserva un colpo di scena ulteriore.
Il cameriere infatti è anch'egli un avido avvoltoio, addirittura più furbo degli altri perché tradisce lo stesso Volpone — ritenuto morto in seguito a un simulato incidente con la Maserati — e, dopo averne celebrato il funerale, decide di lasciarlo rinchiuso nel bunker, per godersi l'eredità come da testamento. Il finale è una partita a carte nella villa finita in mano alla servitù, con la cameriera Rosalba che appare disposta all'intrallazzo col nuovo padrone (gli fa piedino sotto al tavolo) che però dà chiaramente a intendere di essersi accorto della falsità della compiacenza, verso di lui, dei suoi 'nuovi amici', in modo analogo a quanto accaduto con gli interessati amici del suo ex-padrone.

## Personaggi

### Personaggi principali
- Bartolomeo Mosca: nuovo cameriere di Villa Volpone. Sesto assunto in appena quindici giorni. Si dimostra immediatamente scaltro ed estremamente astuto. Si guadagnerà la stima e la fiducia del proprio padrone e la sfrutterà alla fine per i propri interessi personali intrappolandolo nel bunker sotterraneo della villa per godersi i soldi appena "ereditati".
- Ugo Maria Volpone: ricchissimo armatore genovese, possessore di oltre quaranta navi. È una persona estremamente perfida, avara, cinica ed egoista. Approfitta della propria posizione economica per umiliare e farsi coprire di regali sostanziosi dai suoi "amici", che sperano così di ottenere in eredità i suoi miliardi. Con la complicità di Mosca, metterà in atto un piano per compiere un pesante scherzo ai tre pretendenti, ma alla fine verrà imbrogliato dal suo servo che lo lascerà morire intrappolato nel bunker della sua villa.

### Personaggi secondari
- Raffaele Voltore: genero di un ricco armatore. È probabilmente il più facoltoso dei tre pretendenti. Tenta di ottenere l'eredità donando a Volpone la Luisa Sanfelice, ammiraglia della sua flotta. È sposato con Eliana, avida quanto lui, e ha due figli. Non gode assolutamente della stima di suo suocero che, al pari di Volpone, lo umilia costantemente.
- Ernesto Corbaccio: concessionario di automobili. Ha una sfrenata passione per le auto d'epoca ed in particolare per la sua amata Maserati costata ben un miliardo e mezzo di lire, che sarà indotto a cedere, con non poche resistenze, al ricco armatore. Tra i tre pretendenti è quello che ha meno interesse per l'eredità, in quanto, nella sua amicizia interessata per l'armatore, si dimostrerà debole e manovrato dall'avida moglie.
- Ciro Corvino: marito del sindaco della cittadina. Cederà la propria moglie per una notte a Volpone dietro la promessa di un ingente lascito. Si dimostrerà molto egoista e cinico e non si farà troppi scrupoli nel farsi tradire dalla moglie pur di ottenere ciò che desidera.
- Eliana Voltore: moglie di Raffaele Voltore e figlia di un ricco armatore. D'accordo col marito nel cedere la loro ammiraglia, verrà sfiorata dal dubbio quando scorgerà il tappo di una bottiglia di champagne volare fuori dalla finestra di Volpone.
- Marta Corbaccio: consorte di Ernesto Corbaccio. Gestisce insieme a lui un concessionario di automobili. È lei che manovra il marito affinché ceda alle richieste di Volpone. È una donna molto attaccata al denaro e priva di qualsiasi dignità, tanto che all'apertura del testamento sarà l'unica che tenterà di prendere anche i piccoli lasciti che le sono stati destinati.
- Francesca Corvino: moglie di Ciro Corvino e sindaco della cittadina di Santa Margherita Ligure. Integerrima e professionale, non ha molta stima nei confronti di Volpone a causa dell'inquinamento causato dalle sue navi. A differenza del marito, ha poi poco interesse dell'eredità del ricco armatore. Le verrà proposto di passare una notte d'amore con Volpone ormai "moribondo" e acconsentirà riluttante, solo per fare un dispetto al marito che aveva accettato quella sconcia proposta all'insaputa di lei.
- Aldo, Rosalba e Serse: Sono la servitù di Villa Volpone. I primi due, marito e moglie, lavorano quasi gratis dietro promessa di un ingente lascito. Il terzo, che è il cuoco della casa, gode probabilmente dello stesso trattamento dei suoi colleghi, anche se non viene mai dichiarato esplicitamente.

## Galleria d'immagini

Bartolomeo Mosca (Enrico Montesano) e Francesca Corvino (Eleonora Giorgi)
Bartolomeo Mosca (Enrico Montesano) e Rosalba Marignano (Sabrina Ferilli)
Bartolomeo Mosca (Enrico Montesano) e Ciro Corvino (Enrico Maria Salerno)
Francesca Corvino (Eleonora Giorgi) e Ugo Maria Volpone (Paolo Villaggio)